# Sorbus monbeigii
Sorbus monbeigii là loài thực vật có hoa trong họ Hoa hồng. Loài này được (Cardot) Balakr. miêu tả khoa học đầu tiên năm 1970.